# Moucherolle des Galapagos
Pyrocephalus nanus
Espèce
Statut de conservation UICN

 NT  : Quasi menacé
Le Moucherolle des Galapagos (Pyrocephalus nanus) est une espèce de passereau placée dans la famille des Tyrannidae. Il était auparavant considéré comme une sous-espèce de Pyrocephalus rubinus.

## Distribution
Il vit dans les îles Galápagos, hormis sur l'Île San Cristóbal. Avec une population évaluée à entre 2 500 et 9 999 individus matures, l'espèce est relativement rare sur la plupart des îles, peut-être même éteinte sur les îles Floreana et Santa Fé. Elle est sérieusement en déclin sur l'île Santa Cruz où sa population était évaluée à 36 individus en 2006.

## Alimentation
Cet oiseau se nourrit d'insectes, qu'il attrape et mange en vol.

## Habitat
Il vit principalement dans les forêts de Scalesia, de Tournefortia et de Zanthoxylum.  

## Reproduction

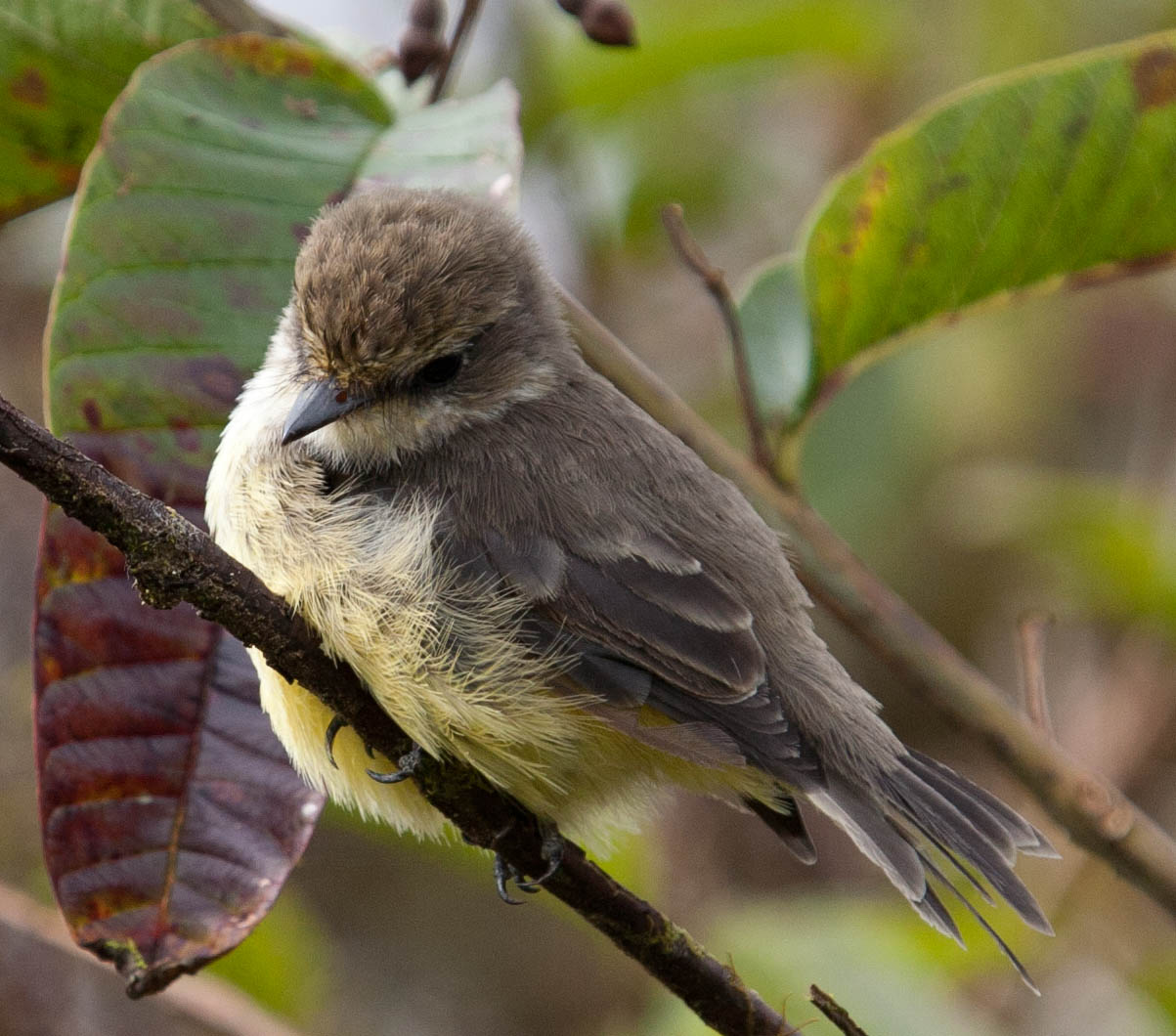
Une femelle.

La reproduction a lieu durant la saison chaude, entre décembre et mai. Les nids, formés de mousse et de lichen, en forme de coupelle, sont placés haut dans les arbres ; ils contiennent trois œufs par année.